# Fordelingsvolumen
 Denne artikel bør gennemlæses af en person med fagkendskab for at sikre den faglige korrekthed.

Fordelingsvoluminet er et farmakokinetisk udtryk for det volumen vand som et stof spredes i efter administration. Det beregnes ud fra den målte fortynding, med en korrektion for den elimination, der er sket under målingen.

I receptorkinetikken kan fordelingsvolumenet (Vd) være et forhold mellem vævs- og plasma-koncentrationer:
{\displaystyle V_{d}=C_{t}/C_{p}}